# Kaiserin-Augusta-Stift (Wuppertal)

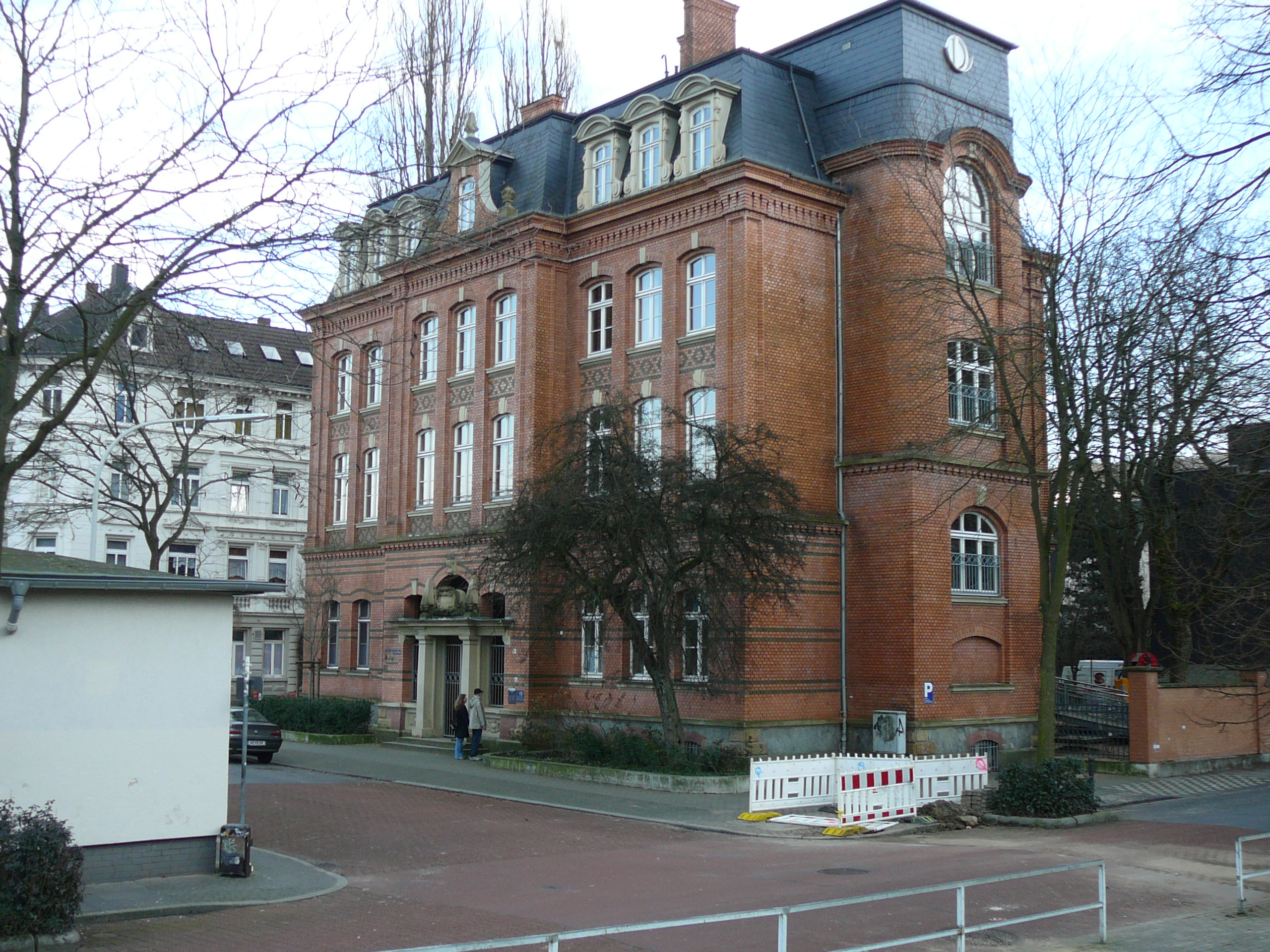
Kaiserin-Augusta-Stift

Das Kaiserin-Augusta-Stift (Hausanschrift Gutenbergstraße 57, früher unter Sedanstraße) im Wuppertaler Wohnquartier Arrenberg des Stadtbezirks Elberfeld-West ist ein ehemaliges Altenstift und wurde 1895 in der damals selbstständigen Stadt Elberfeld errichtet. Es war für alte, alleinstehende und „unbescholtene“ Frauen aus Arbeiterkreisen eingerichtet worden, sie fanden hier Unterkunft, Verpflegung und Versorgung.
Das dreigeschossige Haus mit ausgebautem Dachgeschoss und in Backsteinbauweise ausgeführt. Die Eröffnung fand am 1. November 1895 statt.
Am 10. April 1991 wurde das Bauwerk als Baudenkmal anerkannt und in die Denkmalliste der Stadt Wuppertal eingetragen. Das Bauwerk wird seit 1999 als Kindertagesstätte genutzt. Der Umbau hatte den Investitionswert von 3,1 Millionen DM, wo bei sich das Land mit 2,1 Millionen beteiligte.